# Metafonia
Albums de Madredeus
Faluas do Tejo
(2005) A nova aurora
(2009)
Metafonia est le neuvième album du groupe portugais Madredeus réalisé avec le groupe A banda cósmica et sorti le 27 octobre 2008 au Portugal. 

## Titres de l'album
Disque 1
1. Vou (larga o navio)
2. O Eclipse (habitas no meu pensamento)
3. A profecia atlàntica
4. Uma caipirinha
5. Um amor assim, o que será
6. Inventar (meditar no contratempo)
7. Voava na noite
8. A comunhao das vozes
9. Dança de cutono
10. Lisboa do mar

Disque 2
1. O mar
2. Ao crepúsculo
3. O navio
4. O paraíso
5. Coisas pequenas
6. Agora (cancão aos novos)
7. Anseio (fuga apressada)